# Remco Evenepoel
Remco Evenepoel   (Aalst, 25 de gener de 2000) és un ciclista belga professional des del 2019 que, actualment, corre amb l'equip Soudal Quick-Step. Se l'ha comparat sovint amb Eddy Merckx, fet que, tot i que inicialment li va fer gràcia, ara li genera incomoditat.
Entre les seves victòries, destaquen els triomfs aconseguits el 2022 al Campionat del Món en ruta, a la La Volta a Espanya i a la Lieja-Bastogne-Lieja, fet que li va permetre rebre la Bicicleta d'or al millor ciclista masculí d'aquella temporada. La temporada següent, va aconseguir repetir la victòria a la Lieja-Bastogne-Lieja, el seu segon monument, i proclamar-se, entre d'altres, Campió del món contrarellotge.
El 2024 també va aconseguir la medalla d'or en contrarellotge i en ruta als Jocs Olímpics de París, esdevenint així el primer ciclista masculí que aconseguia la medalla d'or en les dues modalitats de carretera.
En les Grans Voltes, a banda del triomf a la general de la Vuelta de 2022, ha aconseguit una etapa i la classificació del millor jove al Tour de França, dues etapes al Giro d'Itàlia i cinc a La Volta ciclista a Espanya.

## Biografia
Remco Evenepoel és fill únic d'Agna Van Eeckhout i de Patrick Evenepoel, qui fou ciclista professional entre el 1992 i el 1994.

### Futbolista
Evenepoel començà jugant a futbol al Royal Sporting Club Anderlecht. Amb onze anys passà a l'acadèmia juvenil del PSV Eindhoven; però, quan en va fer catorze, tornà novament a l'Anderlecht, equip del qual va arribar a ser el capità. Fou convocat diverses vegades per la selecció belga sub-15, on jugà 4 partits, i per la sub-16 on en jugà cinc. Posteriorment, el 2017, va decidir abandonar el futbol i passar al ciclisme, tot i que estava a punt per fer la pretemporada amb el Mechelen, un equip de la primera divisió belga.

### Ciclista

#### Junior
Així doncs, el mateix 2017 va començar a entrenar-se amb l'equip Acrog-Pauwels Sauzen Juniors, de categoria júnior. Tot i que va acabar la seva primera competició en la 71a posició, es va adaptar ràpidament a l'alta competició i va acabar la temporada amb 7 victòries, entre les quals destaquen l'Aubel-Stavelot Juniors, la Route des Géants Juniors i la Philippe Gilbert Juniors -les darreres dues del circuit internacional. Aquell mateix any va disputar la prova júnior del Campionat del món de ciclisme en ruta de Bergen, però es va retirar després de patir tres caigudes.
La temporada 2018 va ser espectacular ja que va aconseguir 22 victòries, sent un dels esportistes en la categoria júnior amb més victòries en un mateix any. Destaquen els seus triomfs al campionat nacional belga en ruta i en contrarellotge -prova on fins i tot corre més ràpid que el campió belga de promeses (categoria de menors de 23 anys), el Campionat d'Europa de ciclisme en ruta disputat a Glasgow, tant en ruta -on es va imposar per quasi 10 minuts de diferència sobre el segon després d’atacar a 100 quilòmetres de l’arribada- com en contrarellotge -on va avantatjar en més d'un minut al segon- i, sobretot, el campionat del món en ruta júnior, novament en contrarellotge -superant per un minut i 23 segons al segon- i en ruta -atacant a 38 quilòmetres de l’arribada i superant per més d’un minut el subcampió. Es convertia així en el primer ciclista junior que guanya tant els campionats europeus com els mundials en línia i en contrarellotge el mateix any. Entre mig de les dues competicions, signa un contracte de dos anys amb l’equip belga Deceuninck-Quick Step per competir al World Tour, tot fent el salt directament a professionals des de junior.
A més, també guanya dues etapes i la general de la Cursa de la Pau juniors, una de les curses per etapes més dures i prestigioses del calendari dels juniors. A l’octubre, també guanya el Crono de les Nacions juniors, la seva darrera cursa abans d’esdevenir professional amb Deceuninck-Quick-Step el 2019.

#### Professional

##### 2019: campió europeu, medallista mundial i victòria a Sant Sebastià
La primera cursa professional d'Evenepoel fou la Volta a San Juan, prova on va ser el millor jove, quedant novè a la classificació general, i on va aconseguir el seu primer podi, gràcies a la tercera posició a la contrarellotge individual de la tercera etapa. El juny de 2019 aconseguí les primeres victòries professionals amb el triomf en una etapa i la general de la Volta a Bèlgica.
El 2022 va ser un gran any per a Evenepoel, ja que va aconseguir 10 victòries, fet que el va dur a guanyar el trofeu Bicicleta d'or 2022 que reconeix el millor ciclista del pilot internacional.

## Palmarès
- 2018
  -  Campió del món en ruta júnior
  -  Campió del món en contrarellotge júnior
  -  Campió d'Europa en ruta júnior
  -  Campió d'Europa en contrarellotge júnior
  -  Campió de Bèlgica en ruta júnior
  -  Campió de Bèlgica de contrarellotge individual júnior
  - 1r a la Kuurne-Kuurne Júnior
  - 1r a la Chrono des Nations júnior
  - 1r al Gran Premi General Patton
  - 1r al Giro de la Lunigiana
- 2019
  -  Campió d'Europa en contrarellotge
  - 1r a la Volta a Bèlgica i vencedor d'una etapa
  - 1r a la Clàssica de Sant Sebastià
- 2020
  - 1r a la Volta a San Juan i vencedor d'una etapa
  - 1r a la Volta a l'Algarve i vencedor de 2 etapes
  - 1r a la Volta a Burgos i vencedor d'una etapa
  - 1r a la Volta a Polònia i vencedor d'una etapa
- 2021
  - 1r a la Volta a Bèlgica i vencedor d'una etapa
  - 1r a la Volta a Dinamarca i vencedor de 2 etapes
  - 1r a la Druivenkoers Overijse
  - 1r a la Brussels Cycling Classic
  - 1r a la Coppa Bernocchi
- 2022
  -  Campió del món en ruta
  -  Campió de Bèlgica de contrarellotge
  -  1r a la Volta a Espanya i vencedor de 2 etapes  1r de la classificació dels joves
  - 1r a la Volta a l'Algarve i vencedor d'una etapa
  - 1r a la Lieja-Bastogne-Lieja
  - 1r a la Volta a Noruega i vencedor de 3 etapes
  - 1r a la Gullegem Koerse
  - 1r a la Clàssica de Sant Sebastià
  - Vencedor d'una etapa a la Volta a la Comunitat Valenciana
  - Vencedor d'una etapa a la Volta a Suïssa
- 2023
  -  Campió del món de ciclisme en contrarellotge
  -  Campió de Bèlgica en ruta
  - 1r a l'UAE Tour
  - 1r a la Lieja-Bastogne-Lieja
  - 1r a la Clàssica de Sant Sebastià
  - Vencedor de dues etapes a la Volta a Catalunya
  - Vencedor de dues etapes al Giro d'Itàlia
  - Vencedor d'una etapa a la Volta a Suïssa
  - Vencedor de tres etapes a la Volta a Espanya, del  la classificació de la muntanya i considerat corredor més combatiu.
- 2024
  -  Medalla d'or als Jocs Olímpics en ruta
  -  Medalla d'or als Jocs Olímpics en contrarellotge
  - 1r a la Figueira Champions Classic
  - 1r a la Volta a l'Algarve i vencedor d'una etapa
  - Vencedor d'una etapa a la París-Niça
  - Vencedor d'una etapa al Critèrium del Dauphiné
  - Vencedor d'una etapa al Tour de França.  1r de la classificació dels joves
- 2025
  -  Campió de Bèlgica de contrarellotge
  - 1r a la Fletxa Brabançona
  - Vencedor d'una etapa al Tour de Romandia
  - Vencedor d'una etapa al Critèrium del Dauphiné
  - Vencedor d'una etapa al Tour de França

### Resultats a Tour de França
- 2024. 3r de la classificació general. Vencedor d'una etapa.  1r de la classificació dels joves
- 2025. Abandona a la 14 etapa. Vencedor d'una etapa.

### Resultats al Giro d'Itàlia
- 2021. No surt (18a etapa)
- 2023. No surt (10a etapa). Vencedor de 2 etapes. Porta el mallot rosa durant quatre etapes

### Resultats a la Volta a Espanya
- 2022.  1r de la classificació general. Vencedor de 2 etapes.  1r de la classificació dels joves
- 2023. 12è classificat. Vencedor de 3 etapes.  1r de la classificació de la muntanya.  Corredor més combatiu.